# Wilhelm Roux’ Archiv für Entwicklungsmechanik der Organismen

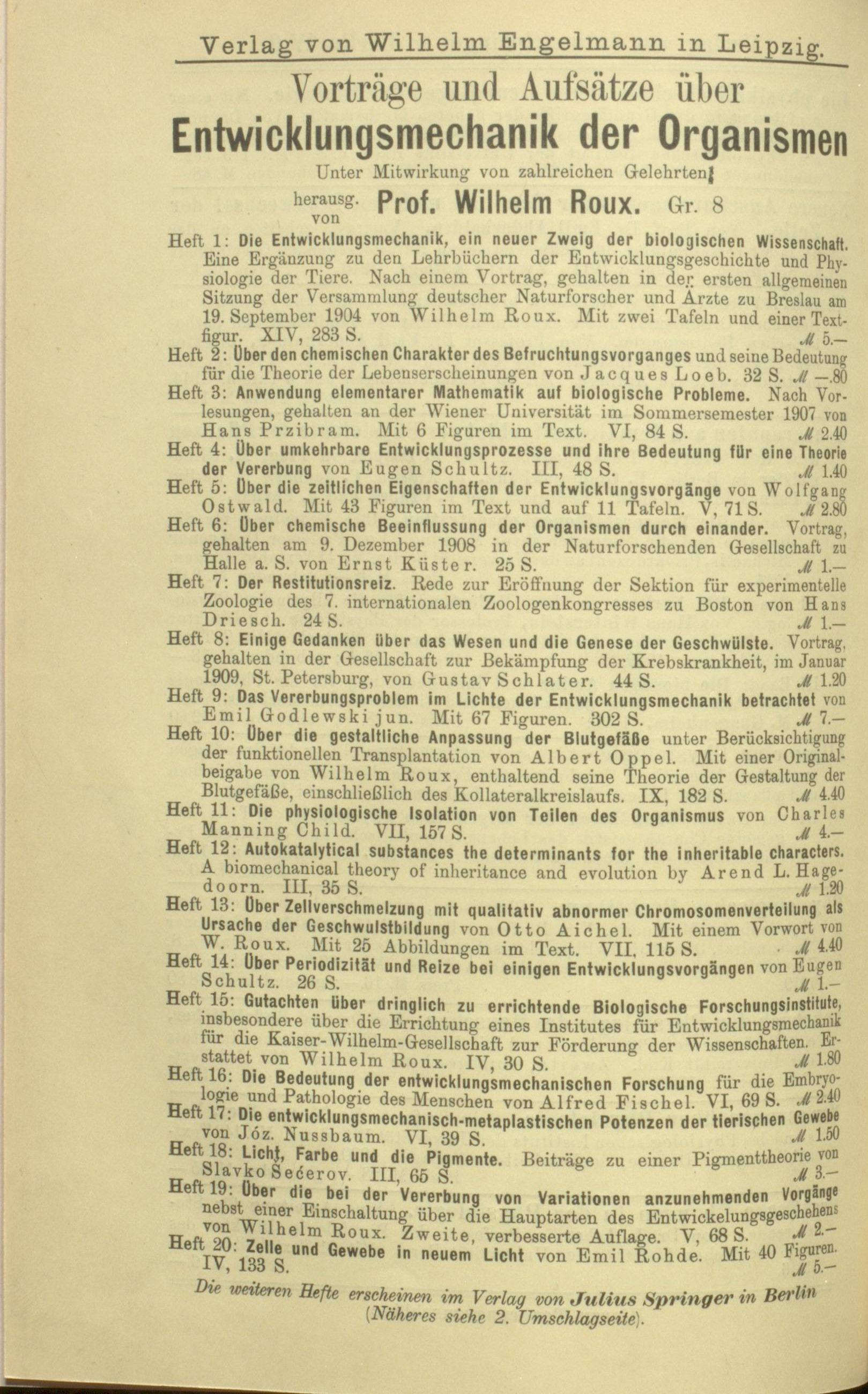
Verzeichnis der ersten 20 Beiträge (1921)

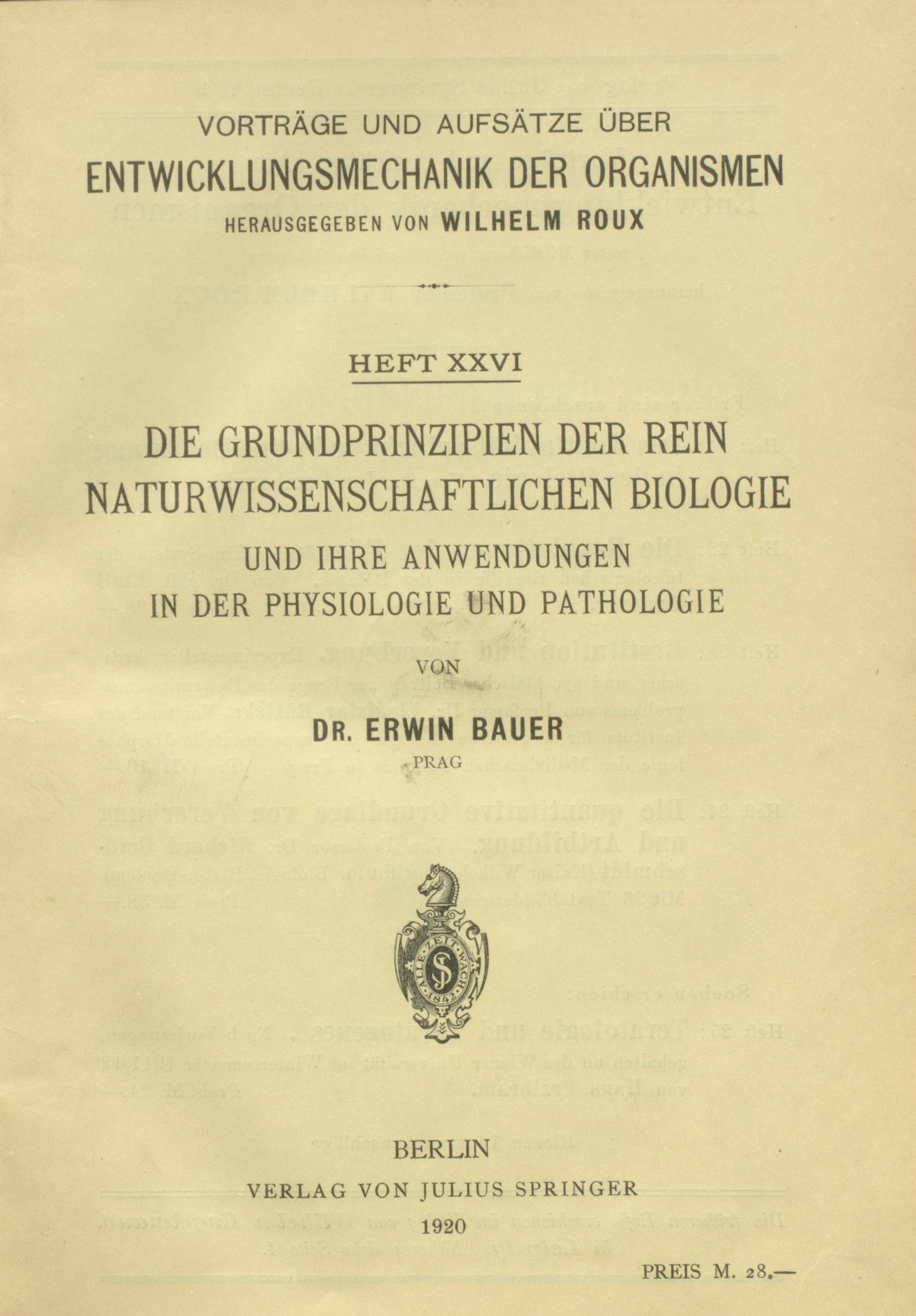
Erwin Bauer: Die Grundprinzipien der rein naturwissenschaftlichen Biologie und ihre Anwendungen in der Physiologie und Pathologie (Heft 26, 1920)

Wilhelm Roux’ Archiv für Entwicklungsmechanik der Organismen (Untertitel: Organ für die gesamte kausale Morphologie) ist eine naturwissenschaftliche Fachzeitschrift, die von 1925 bis 1975 von den Verlagen Bergmann (München) und Springer (Berlin/Heidelberg u. a.) herausgegeben wurde.

## Geschichte
Die Zeitschrift wurde im Jahr 1894 von Wilhelm Roux (1850–1924) unter dem Titel Archiv für Entwicklungsmechanik der Organismen, gegründet. Seitdem erscheint sie unter mehrfach wechselndem Namen bis heute. Vorgänger war das Archiv für mikroskopische Anatomie und Entwicklungsmechanik.

## Erscheinungsweise
Im Mai 1925 erschien Band 105 und im April 1944 Band 142. Nach einer Unterbrechung am Kriegsende und in den ersten Nachkriegsjahren erschien im Oktober 1949 Band 143. Zum letzten Mal unter diesem Titel wurde für das Jahr 1974/75 der 176. Band herausgegeben.
Von 1975 bis 1985 (Band 177–194) wurde die Zeitschrift unter dem Titel Wilhelm Roux’s archives of developmental biology. The official organ of the EDBO (EDBO = European Developmental Biology Organization) herausgegeben. Seit 1985 trägt sie den Titel Roux’s archives of developmental biology.